# 陈廉伯公馆
陈廉伯公馆位于广州市荔湾区西关逢源路沙地一巷36号，在荔枝湾涌边，为一座欧式风格楼房，公馆民国时曾是荔湾俱乐部，是粤系、桂系军界高官云集的场所。1993年8月9日被公布为广州市文物保护单位。2023年5月16日起，成为荔湾博物馆的一个展区。

## 建筑
主楼坐东朝西，钢筋混凝土结构，首层用地面积约400平方米，楼高五层，有法式的半地下室。首层正门入口两侧各设一壁灯。外墙水刷石米，巴洛克风格装饰，有丰富的线脚。地面铺大理石砖，柚木门窗，做工精细。楼南侧设旋转梯直上二至六楼，原有木扶手，铸铁楼梯栏杆。主楼外观及楼内主要结构保留完好，原来建有庭院，后改建为宿舍楼，现时已清拆。现主楼西北角有西式小亭，与公馆的凉亭相对。顶层为四檐滴水的中式大屋瓦面装饰,呈现出中西结合的建筑特色。

## 历史

### 民国
建于中华民国1930年代，屋主陈廉伯，曾任英国汇丰银行买办，后任广州商团团长，广东省商团总团长。曾作为荔湾俱乐部，是洋务工人及工商界知名人士的聚会活动场所。1946年转作兩廣監務公署辦公地點，設憲兵把守。

### 共和国
中华人民共和国初当局改作广东省水利厅宿舍，顶部瓦面被拆并僭建多一层以「安置」职工，後园部分园地被占用作小商铺。至2010年春节前因荔枝湾進行揭盖复涌工程才迁出。1993年被当局选定为“广州市文物保护单位”。

## 保育
2010年10月，有不少摄影发烧友发现，陈廉伯公馆里那条著名旋转楼梯的精美栏杆已遗失大半。楼宇也变成了施工队的临时宿舍。荔湾区文广新局表示，他们没有允许任何工人拆卸楼梯栏杆，原因是因陈旧而造成连片脱落，栏杆的拆件监理部门有保留，会进行修复并改造成博物馆开放。
至2011年7月，陈廉伯公馆被报道指，因长期空置没有修葺，其正逐渐取代塔影楼成为网民所称的新“鬼屋”。11月，《新快报》记者发现公馆仍然破烂不堪，晚上仍然有人住。广州市文化局表示当时正在准备修葺，但由于该建筑已经收归荔湾区管，所以具体修葺的时间和方案还不清楚。而荔湾区多个政府部门也无法提供陈廉伯公馆的修葺方案。
2014年7月22日广州市文广新局文物处负责人李晓明带领官媒到广州荔湾区陈廉伯公馆、番禺陈氏宗祠（善世堂）等本土历史建筑宣讲当局相关保育行动，透露市年度首轮文物修缮、保养补助资金中安排为陈廉伯公馆拨付90万元修缮补助。
2016年，荔湾区政府开始对该建筑进行围蔽修缮，于2020年12月完成修缮。
2023年5月16日，陈廉伯故居作为荔湾博物馆的一个展区开始面向公众开放。

### 书目
- 《广州市文物普查汇编·荔湾区卷》，广州出版社，2006年11月版，ISBN 7-80731-287-4